# N-(氨基甲酰基甲基)亚氨基二乙酸
N-(氨基甲酰基甲基)亚氨基二乙酸（ADA或H2ADA）是一种两性离子古德缓冲试剂，它的pH范围为6.0~7.2，可用于细胞培养。它可由氨三乙酸（酯）的部分氨解制得。它也可以作为配体和过渡金属离子形成配位化合物。